# Monte Sahand
O Kuh-e Sahand (em persa: سهند) é o monte mais alto (c. 3707 m) da província do Azerbaijão Oriental, no Irão.
É um estratovulcão inativo. Inclui uma estação de desportos de inverno.